# مونجيا (فلم)
مونجيا (بالهندية: मुंजा) هو فيلم هندي باللغة الهندية من نوع كوميديا ورعب، صدر عام 2024، من إخراج أديتيا ساربوتر، وبطولة شارفاري، وأبهاي فيرما، وساتحياراج، ومنى سينغ. تم إنشاء الشخصية الرئيسية بالكامل باستخدام تقنية CGI. من إنتاج أمار كاوشيك ودينيش فيجان تحت راية أفلام مادوك، ويعد هذا الجزء الثالث في عالم مادوك للأفلام الخارقة للطبيعة. يتمحور الفيلم حول أسطورة مونجيا، المستوحاة من الفلكلور والأساطير الهندية.
تم إصدار فيلم "مونجيا" في صالات السينما حول العالم بتاريخ 7 يونيو 2024، وحظي بمراجعات إيجابية من النقاد. وحقق الفيلم نجاحاً غير متوقع، حيث حقق إيرادات بلغت 132.13 كرور روبية على مستوى العالم مقابل تكلفة إنتاج بلغت 30 كرور روبية، ليصبح سادس أعلى فيلم هندي من حيث الإيرادات في عام 2024.

## القصة
في عام 1952 وفي إحدى قرى كونكان، كان صبي يدعى غوتيا مُغرمًا بفتاة تُدعى موني تكبره بسبع سنوات. عندما يتم ترتيب زواج موني من رجل آخر، يحاول غوتيا تسميمه دون نجاح. بعد أن عاقبته والدته وأجبرته على أن يصبح كاهنًا، يُقرر غوتيا الزواج من موني بأي طريقة. فيأخذ شقيقته غيتا إلى غابة كثيفة تُدعى "تشيتوكوادي" لأداء طقوس السحر الأسود تحت شجرة "بيبال". وأثناء محاولته تقديم أخته كقربان، يموت بالخطأ ويتحول إلى روح خبيثة تُدعى "مونجيا" تسكن تلك الشجرة.
بعد عدة عقود، وفي مدينة بونه، يعيش بيتو، شاب خجول يعمل كحلاق في صالون والدته، ويحلم بدراسة التجميل. يُحب بيتو صديقته منذ الطفولة بيلا، لكنه لم يعترف بمشاعره لها. تعود بيلا بعد أن أنهت دراستها في الولايات المتحدة، ويقوم صديقها كوبّا بخطبتها، ما يترك بيتو محطم القلب.
يبدأ بيتو برؤية كوابيس متكررة حول شجرة "البيبال" المسكونة التي تناديه باسمه. تسافر عائلته إلى منزلهم العائلي في كونكان لحضور خطوبة ابنة عمه روكو. هناك يكشف عمه بالو كاكا أن والد بيتو فقد عقله ومات بالقرب من الشجرة المسكونة، ويعتقد أن السبب هو مونجيا. متجاهلاً للتحذيرات، يزور بيتو الشجرة ويتعرض لمسّ من مونجيا. تحاول جدته، التي يتبين أنها غيتا، شقيقة غوتيا، إنقاذه لكن مونجيا يقتلها. يُلقي بالو كاكا باللوم على بيتو في موت جدته. يطالب مونجيا من بيتو أن يساعده في العثور على موني والزواج منها، ويقوم بتعذيبه نفسيًا وتهديد حياة أمه والأشخاص من حوله.
يشارك بيتو سرّ كوابيسه مع ابن عمه سبيلبيرغ، ويكتشفان من روكو أن موني هي جدة بيلا. يعجب مونجيا ببيلا ويرغب في الزواج منها وتقديمها كقربان. يبحث بيتو وسبيلبيرغ عن مساعدة من طارد الأرواح الشريرة إلفيس، الذي يخطط لنقل مونجيا إلى جسم ماعز من خلال طقوس تبادل الأرواح وقتل الماعز. لكن الخطة تفشل، ويتمكن مونجيا من السيطرة على جسد بيلا ويحاول قتل بيتو، لكن إلفيس يحاصر مونجيا في دائرة ملح. ويكتشفون أن روح بيلا انتقلت إلى الماعز ويحاولون استعادتها، لكن بالو كاكا يأخذ الماعز معه ويطهوه.
يفترض إلفيس أن روح بيلا انتقلت إلى جسد بالو كاكا ويرسم رمز تبادل الأرواح على رأسه. لكن يتبين أن الماعز ما زال حيًا ويجده سبيلبيرغ. يقفز مونجيا إلى جسد بالو كاكا ويعيد روح بيلا إلى جسدها. ثم يأخذ مونجيا بيلا إلى الشجرة المسكونة محاولاً التضحية بها، لكن بيتو، بمساعدة روح غيتا، يهزم مونجيا عبر نقله إلى الشجرة وحرقها. وفي النهاية، يعترف بيتو بمشاعره لبيلا، التي تُقدّر صداقتهما. يبدأ سبيلبيرغ وروكو في العمل معًا على تصوير الفيديوهات. أما بالو كاكا، الذي استضاف روح الشجرة مؤقتًا، فيبدأ في التصرف كالشجرة. يُنقل جزء من الشجرة المحترقة الذي يحتوي على روح مونجيا بعيدًا، ما يوحي بأن مونجيا قد يكون ما زال حيًا.
في مشهد أثناء عرض الاعتمادات، يظهر بهاسكار المعروف بـ"بيديا" عاريًا في غابة، ويتلقى ملابس من جَنا، تتضمن ملابس داخلية من ماركة تُدعى "موني"، بينما يراقبه مونجيا.

## طاقم التمثيل
- أبهاي فيرما في دور بيتو
- شارفاري واغ في دور بيلا
- ساتحياراج في دور الكاهن
- منى سينغ في دور بامي، والدة بيتو
- سوهاس جوشي في دور غيتا، جدة بيتو وشقيقة مونجيا
  - خوشي هاجاري في دور غيتا الصغيرة
- تارانجوت سينغ في دور سبيلبيرغ
- أجاي بوركر في دور بالو كاكا
- باغياشري ليمايي في دور روكو
- أيوش أولاغادي في دور غوتيا
- شروتي ماراتي في دور والدة غوتيا
- ريتشارد لوفات في دور كوبا

## وصلات خارجية
- مقالات تستعمل روابط فنية بلا صلة مع ويكي بيانات